# Hausen (Alta Franconia)
Hausen è un comune tedesco di 3 702 abitanti, situato nel land della Baviera.